# میوه بی‌دانه

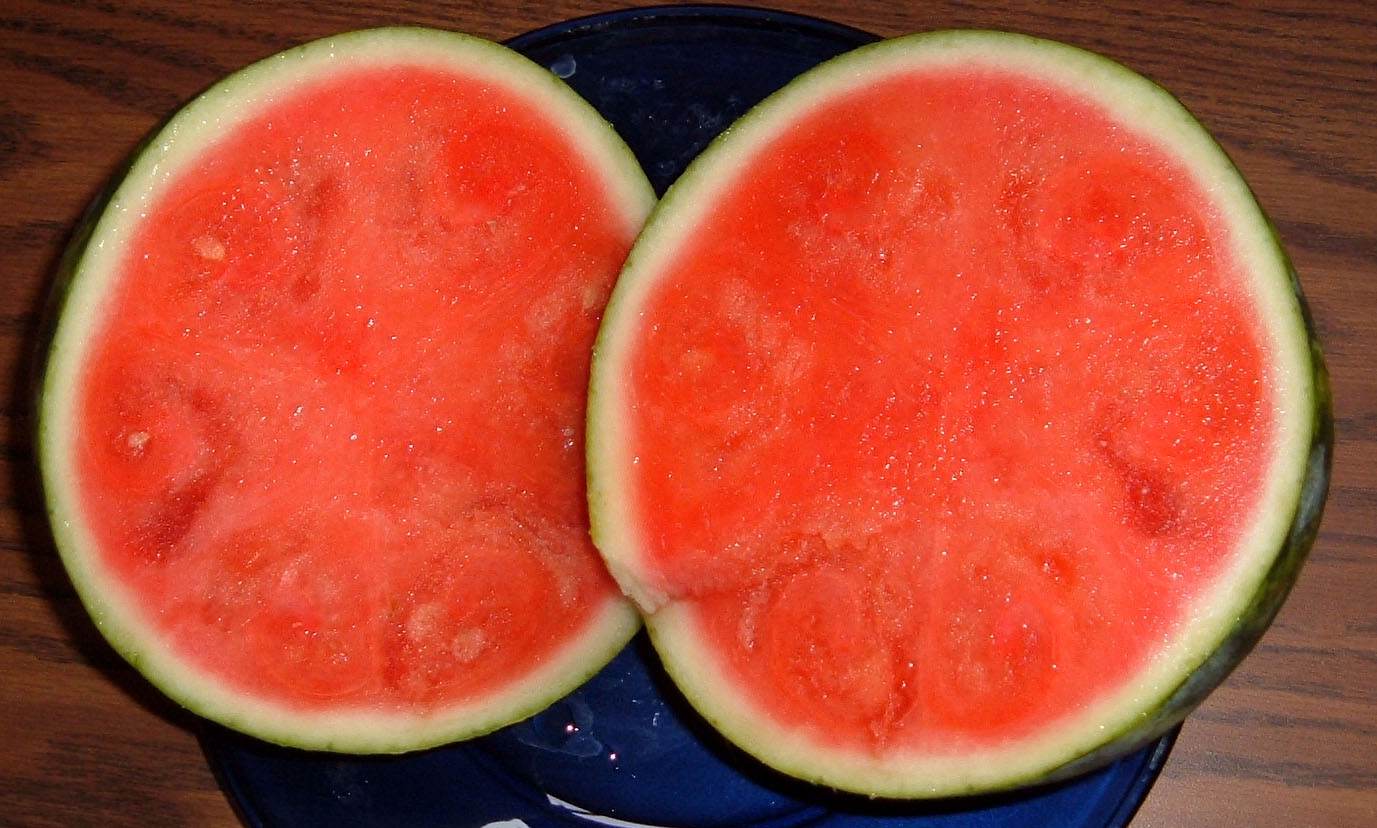
هندوانه بی‌دانه

' است که به گونه‌ای پرورش یافته است که هیچ بذر کاملی ندارد. از آنجایی که مصرف میوه‌های بی‌هسته ساده‌تر و راحت‌تر است، آنها از نظر تجاری باارزش محسوب می‌شوند.
بیشتر میوه‌های با ‌دانه تولید شده، از گیاهانی ایجاد شده‌اند که میوه‌های آنها به طور معمول شامل هسته‌های نسبتاً سخت و بزرگی هستند که در سراسر میوه پخش شده‌اند. میوه های بدون دانه از دو طریق حاصل میشوند اول اینکه اسپرم و سلول تخم زا با هم لقاح نداشته باشند این موضوع توسط هورمون جیبرلین میتواند انجام شود  مثل پرتقال 
دوم اینکه قبل از اینکه رشد کامل شود رویان از بین برود در این صورت دانه هایی با پوسته نازک به وجود خواهد آمد مثل موز  

## انواع
انواع رایج میوه‌های بی‌دانه عبارتند از: هندوانه، گوجه‌فرنگی، انگور و موز. بعلاوه مرکبات بی‌دانه زیادی مثل پرتقال، لیمو شیرین و لیموترش سبز وجود دارند.